# Lunga Point

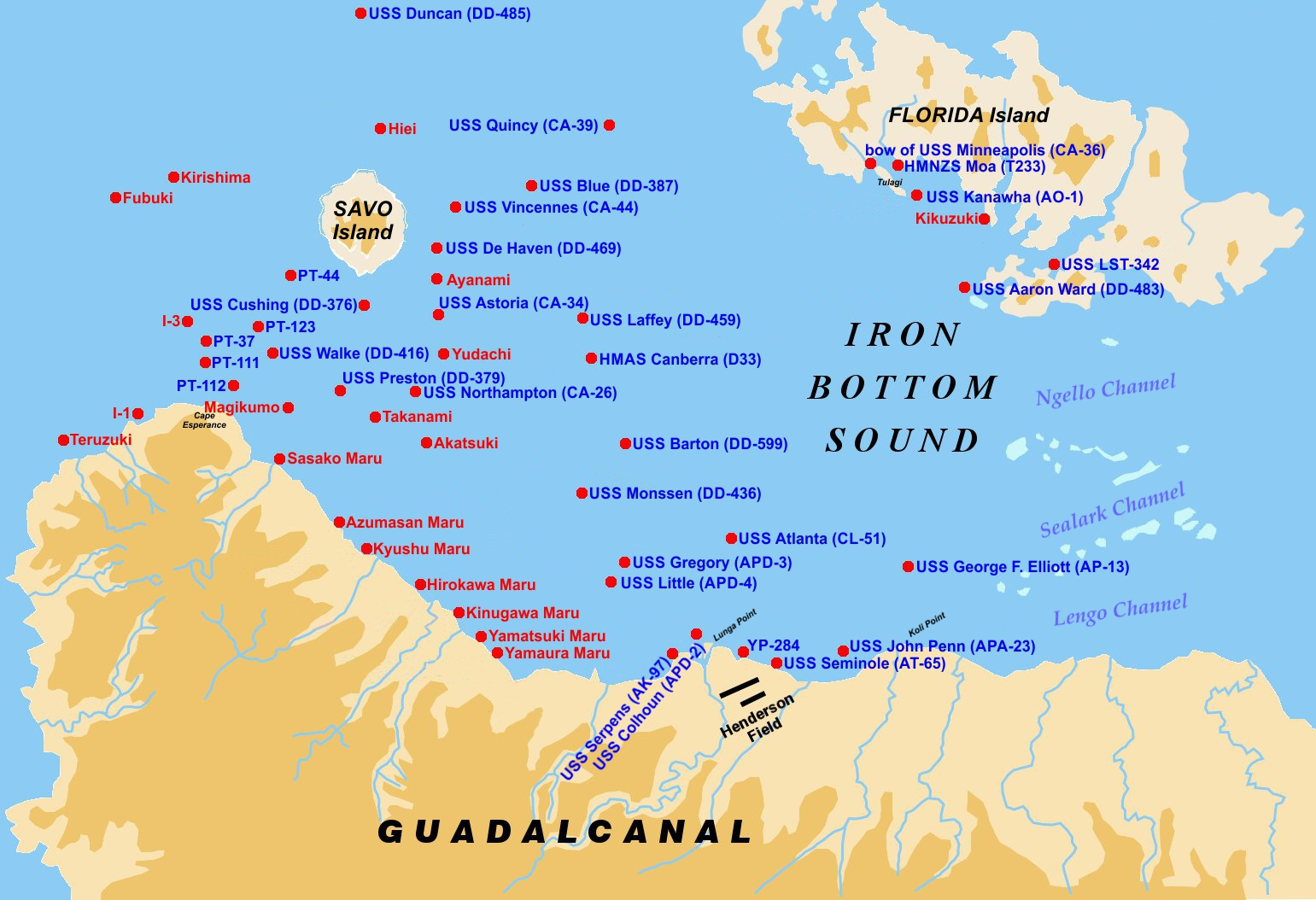
Carte du Ironbottom Sound, des eaux et des îles environnantes.

Lunga Point est un promontoire situé sur la côte nord de Guadalcanal à l'embouchure du fleuve Lunga. C'est le site d'une bataille navale et aéroterrestre de la Seconde Guerre mondiale. C'était également le nom d'un aérodrome à proximité qui plus tard fut baptisé Henderson Field. 
Vingt-mille Marines américains débarquèrent à Lunga Point le 7 août 1942, afin de prendre l'aérodrome en cours de construction par l'Armée impériale japonaise avant qu'il ne puisse être rendu opérationnel, marquant par cette action le début de la Campagne de Guadalcanal
L'USS Lunga Point (CVE-94) (en) est aussi le nom d'un Porte-avions d'escorte de la Marine des États-Unis qui fut actif au cours de la Seconde Guerre mondiale.